# Challenger de Barletta 2022
El torneo Open Città della Disfida 2022 fue un torneo de tenis perteneció al ATP Challenger Tour 2022 en la categoría Challenger 80. Se trató de la 22.ª edición, el torneo tuvo lugar en la ciudad de Barletta (Italia), desde el 11 hasta el 17 de abril de 2022 sobre pista de tierra batida al aire libre.

## Jugadores participantes del cuadro de individuales
| Favorito | País                       | Jugador            | Rank1 | Posición en el torneo |
| -------- | -------------------------- | ------------------ | ----- | --------------------- |
| 1        | Bandera de Francia         | Gilles Simon       | 136   | Primera ronda         |
| 2        | Bandera de Portugal        | Nuno Borges        | 143   | CAMPEÓN               |
| 3        | Bandera de República Checa | Zdeněk Kolář       | 150   | Semifinales           |
| 4        | Bandera de Austria         | Jurij Rodionov     | 162   | Primera ronda         |
| 5        | Bandera de Italia          | Franco Agamenone   | 167   | Primera ronda         |
| 6        | Bandera de Francia         | Enzo Couacaud      | 179   | Segunda ronda         |
| 7        | Bandera de Francia         | Constant Lestienne | 188   | Primera ronda         |
| 8        | Bandera de Polonia         | Kacper Żuk         | 189   | Primera ronda         |

- 1 Se ha tomado en cuenta el ranking del 4 de abril de 2022.

### Otros participantes
Los siguientes jugadores recibieron una invitación (wild card), por lo tanto ingresan directamente al cuadro principal (WC):
- Luca Nardi
- Francesco Passaro
- Oleksandr Ovcharenko

Los siguientes jugadores ingresan al cuadro principal tras disputar el cuadro clasificatorio (Q):
- Matteo Arnaldi
- Luciano Darderi
- Titouan Droguet
- Francesco Forti
- Lucas Gerch
- Miljan Zekić

## Campeones

### Individual Masculino
- Nuno Borges derrotó en la final a  Miljan Zekić, 6–3, 7–5

### Dobles Masculino
- Evgeny Karlovskiy /  Evgenii Tiurnev derrotaron en la final a  Ben McLachlan /  Szymon Walków, 6–3, 6–4